# Излог јефтиних слаткиша
Излог јефтиних слаткиша је четврти албум словеначке групе Булдожер. Изашао је 1980. године у издању дискографске куће Хелидон. Највећи хитови са овог албума су Жене и мушкарци и Словињак панк. Такође је ово први албум где је Борис Беле фронтмен групе.

## Позадина
На фестивалу филма у Пули, група је освојила награду за најбољу музику као композитори за филм "Живи били па видјели". Након тога, Марко Брецељ напушта место фронтмена и на његово место долази Борис Беле.

## Албум
Иако је напустио место фронтмена, Брецељ је ипак урадио на овом албуму пар песама. Албум је сниман у Љубљани, у студију Тиволи. Највише се издваја песма Жене и мушкарци која се и данас сматра њиховим великим хитом.

## Наслеђе
"Излог јефтиних слаткиша" је рангиран на 55. месту од 100 најбољих албума југословенске поп и рок музике. Омот албума се нашао на 89. месту од 100 најбољих омота југословенског рока. Хрватска верзија Rolling Stone-а је ставио "Излог јефтиних слаткиша" на 41. место у листи 100 најбољих југословенских албума од 1955. до 2015.